# Археолошки локалитет Врањ
Врањ је археолошки локалитет који се налази у селу Хртковци код Руме. Ради се о вишеслојном локалитету, на коме су откривени остаци римског пољопривредног имања (виле рустике) из 3. и 4. века, раноримског насеља из 1. и 2. века и средњовековне некрополе из 14–15. века.

## Историјат
Локалитет Врањ смештен је на лесној греди, југозападно од локалитета Гомолава, у селу Хртковци код Руме, улица Иве Лоле Рибара 73–79, парцеле бр. 1430/3, 1428, 1425, 1422-1423 и евидентиран у Заводу за заштиту споменика културе Сремска Митровица. Локалитет је угрожен пољопривредним радовима јер се остаци виле рустике налазе већ на 30 cm испод површинског слоја. Поред тога, прети стална опасност од крађе археолошког блага, с обзиром на лаку доступност метал-детектора и њихову широку примену у Срему.
Музеј Војводине из Новог Сада од 1979. године, са прекидима, ради на заштитно-систематским ископавањима на потесу Врањ. Ископавало се током сезона 1980–1989, 1991, 1994, 2004–2008. године и откривена је вила рустика из 3. и 4. века, раноримско насеље из 1. и 2. века, а на темељима виле рустике укопана је средњовековна некропола из 14–15. века.

## Вила рустика
Изграђена је на рушевинама римског насеља из 1. и 2. века, а потом дограђивана у неколико наврата. Данас се налази под земљом у склопу башта сеоских кућа, те њена очуваност није на завидном нивоу. Углавном су очувани темељи, који су различите висине и тек понегде делови зидова у виду отиска опека, као и појединачни налази зидних опека. Током 15. века у зидове и темеље виле рустике укопавани су гробови, који су припадали средњовековној некрополи велике површине. До сада је истражено укупно 105 гробова. Уништавању зидова виле рустике у великој мери допринело је средњовековно укопавање, али и каснија пољопривредна делатност.
Вила рустика из 3. и 4. века за сада је једино истраживано пољопривредно добро на широј градској територији античког Сирмијума.
Бројни налази фресака, подних плочица, штукатуре и других остатака указују на то да се радило о богато опремљеној вили, са више помоћних објеката.

Резултати археолошких ископавања виле рустике у Хртковцима показали су се веома значајним за проучавање римско-провинцијске архитектуре, градитељства, као и социо-економских прилика у провинцији. Такође, од изузетног значаја је и чињеница да је ово вишеслојни локалитет, са траговима живота од неолита до средњег века.
- Галерија
- Ситуациони план виле рустике закључно са 2007. годином
- Статуа од теракоте бога Пријапа пронађена на локалитету Врањ